# Uvarus medleri
Uvarus medleri är en skalbaggsart som beskrevs av Olof Biström 1988. Uvarus medleri ingår i släktet Uvarus och familjen dykare. Inga underarter finns listade i Catalogue of Life.